# Teddy Alloh
Teddy Alloh (Parijs, 23 januari 2002) is een Frans voetballer met Ivoriaanse roots die door Paris Saint-Germain wordt uitgeleend aan KAS Eupen.

## Carrière
Alloh ruilde in 2015 de jeugdopleiding van Paris FC voor die van Paris Saint-Germain. In juni 2020 ondertekende hij er zijn eerste profcontract. In de seizoenen 2019/20 en 2021/22 kwam hij met de U19 van de club uit in de UEFA Youth League. Op 11 september 2021 maakte hij tegen Blanc-Mesnil SF zijn officiële debuut voor het B-elftal van de club in de Championnat National 3.
In januari 2021 leende Paris Saint-Germain hem voor de rest van het seizoen uit aan de Belgische eersteklasser KAS Eupen.

## Clubstatistieken
| Seizoen         | Club                  | Land               | Competitie             | Competitie | Competitie | Beker | Beker | Supercup | Supercup | Europees | Europees | Totaal | Totaal |
| Seizoen         | Club                  | Land               | Competitie             | Wed.       | Dlp.       | Wed.  | Dlp.  | Wed.     | Dlp.     | Wed.     | Dlp.     | Wed.   | Dlp.   |
| --------------- | --------------------- | ------------------ | ---------------------- | ---------- | ---------- | ----- | ----- | -------- | -------- | -------- | -------- | ------ | ------ |
| 2021/22         | Paris Saint-Germain B | Vlag van Frankrijk | Championnat National 3 | 2          | 0          | —     | —     | —        | —        | —        | —        | 2      | 0      |
| 2021/22         | Paris Saint-Germain   | Vlag van Frankrijk | Ligue 1                | 0          | 0          | 0     | 0     | 0        | 0        | 0        | 0        | 0      | 0      |
| 2021/22         | → KAS Eupen           | Vlag van België    | Jupiler Pro League     | 12         | 0          | 2     | 0     | —        | —        | —        | —        | 14     | 0      |
| Carrière totaal | Carrière totaal       | Carrière totaal    | Carrière totaal        | 14         | 0          | 2     | 0     | 0        | 0        | 0        | 0        | 16     | 0      |

Bijgewerkt op 5 juni 2022.
1 Moser ·
2 Van Genechten ·
3 Davidson ·
4 Baiye ·
7 Nuhu ·
8 Peeters ·
9 Prevljak ·
10 Charles-Cook ·
11 N'Dri ·
13 S. Keita ·
14 Deom ·
15 Magnée ·
17 Bitumazala ·
18 A. Keita ·
20 Magee ·
23 Christie-Davis ·
24 Wakaso ·
28 Paeshuyse ·
29 Alloh ·
30 Gorenc ·
33 Nurudeen ·
35 Lambert ·
47 Offermann ·
77 Oger ·
99 Roufosse ·
Coach: Still